# Sabia dielsii
Sabia dielsii är en tvåhjärtbladig växtart som beskrevs av H. Lév. Sabia dielsii ingår i släktet Sabia och familjen Sabiaceae. Inga underarter finns listade.